# Fábio César
Fábio César Montezine (arab. فابيو سيزار مونتيزإني, ur. 24 lutego 1979 w Londrinie) – katarski piłkarz pochodzenia brazylijskiego, występujący na pozycji pomocnika w klubie Al-Rajjan.

## Kariera piłkarska
Fábio César Montezine jest wychowankiem brazylijskiego klubu São Paulo. W pierwszej drużynie nie zagrał jednak ani jednego meczu. W ojczyźnie grał także w zespole Santa Cruz. W 2000 podpisał kontrakt z czeską Viktorią Pilzno. Potem był związany z włoskimi Udinese Calcio, SSC Napoli i U.S. Avellino. W 2005 przeszedł do katarskiej drużyny Al-Arabi. Tu występował przez jeden sezon i w rozgrywkach Qatar Stars League strzelił 7 bramek w 31 meczach. Następne cztery lata spędził w barwach Umm-Salal SC, także z Kataru. Od 2010 jest zawodnikiem Al-Rajjan.
Fábio César Montezine po występach w lidze katarskiej otrzymał obywatelstwo tego państwa i w 2008 zadebiutował w reprezentacji Kataru. W 2011 został powołany do kadry na Puchar Azji rozgrywany właśnie w Katarze. Jego drużyna wyszła z grupy, zajmując 2. miejsce, jednak odpadła w ćwierćfinale z późniejszym mistrzem – Japonią. Fábio César strzelił na tym turnieju dwie bramki – w meczu fazy grupowej z reprezentacją Kuwejtu (3:0) oraz z rzutu wolnego w ćwierćfinale z Japonią (2:3).